# K. C. Jones
K. C. Jones (n. 25 mai 1932, Taylor⁠(d), Texas, SUA – d. 25 decembrie 2020, Connecticut, SUA) a fost un baschetbalist ce a reprezentat Statele Unite ale Americii, medaliat olimpic. A participat la o ediție a Jocurilor Olimpice (1956) în care a câștigat o medalie de aur.

## Participări
Lista de mai jos prezintă principalele competiții la care a participat K. C. Jones de-a lungul carierei.
- basketball at the 1956 Summer Olympics – men's tournament[*][4]